# جورج ر. كريسماس
جورج ر. كريسماس (بالإنجليزية: George R. Christmas)‏ هو ضابط أمريكي، ولد في 11 مارس 1940 في فيلادلفيا في الولايات المتحدة.